# Lebăda neagră (film din 2010)
Lebăda neagră este un film american psihologic thriller și de groază din 2010 regizat de Darren Aronofsky cu Mila Kunis, Vincent Cassel și Natalie Portman în rolurile principale. Scenariul a fost redactat de către Mark Heyman, John McLaughlin și Andres Heinz și are la bază o poveste concepută inițial de Heinz. Acțiunea are ca punct central o producție a baletului lui Ceaikovski, Lacul Lebedelor, de către o companie de balet din New York. Producția necesită ca una dintre balerine să-și asume atât rolul lebedei albe, caracterizată prin inocență și fragilitate, rol care i se potrivește perfect Ninei (Portman), cât și acela al lebedei negre viclene și senzuale, atribute care o descriu mai degrabă pe rivala acesteia, Lily (Kunis). Nina este copleșită de presiunea competiției pentru rolul principal, își pierde și ultima fărâmă de rațiune și cade pradă maniei.
Aronofsky și-a formulat premisa îmbinând experiența lui ca fan al baletului Lacul Lebedelor cu un scenariu propriu nerealizat care încorpora conceptul de dubluri și amenințarea unei sosii, similar cu folclorul doppelgängerului. Aronofsky a mai citat ca inspirație romanul Omul Dedublat a lui Feodor Dostoievski. Regizorul a afirmat de asemenea că Lebăda neagră este un urmaș spiritual al filmului său precedent, Luptătorul, din 2008, argumentând că ambele filme înfățișează un efort titanic consacrat unor forme de artă diferite. Acesta a inițiat discuțiile cu Portman în anul 2000, iar după o perioadă scurtă de colaborare cu Universal Studios, Lebăda neagră a fost produs în New York în anul 2009 cu sprijinul Fox Searchlight Pictures. Portman și Kunis au luat lecții de balet timp de câteva luni în anticiparea filmărilor.
Filmul a câștigat Premiul Oscar pentru cea mai buna actriță în rolul principal din 2011 (Natalie Portman), fiind nominalizat și la Premiul Oscar pentru cel mai bun film, pentru cel mai bun montaj, pentru cea mai bună imagine și pentru cel mai bun regizor. A mai câștigat Globul de Aur pentru cea mai buna actriță (dramă) (Natalie Portman), Trofeul Marcello Mastroianni (Mila Kunis) în cadrul Premiilor de la Veneția din 2010 și multe alte premii. Este considerat ca fiind unul dintre cele mai bune filme ale anului 2010. De asemenea Institutul American de Film îl consideră ca fiind unul din cele 10 filme cele mai bune ale anului.

## Rezumat
Nina Sayers (Natalie Portman) este o balerină la o companie de balet din New York a cărei viață, la fel ca a tuturor celelalte din profesia ei, este complet ocupată cu dansul artistic. Ea locuiește împreună cu mama sa cea obsesivă și fostă balerină, Erica (Barbara Hershey), care exercită un control sufocant asupra ei. Când directorul artistic Thomas Leroy (Vincent Cassel) decide să o înlocuiască pe prim-balerină Beth MacIntyre (Winona Ryder) în producția de deschidere a noului sezon, „Lacul lebedelor”, Nina este prima sa alegere. Dar Nina are concurență: o nouă dansatoare, Lily (Mila Kunis), care-l impresionează de asemenea pe Leroy. Lacul lebedelor necesită o dansatoare care poate juca atât ca Lebăda albă, cu inocență și grație, dar și ca Lebăda neagră, care reprezintă viclenia și senzualitatea. Nina se potrivește perfect rolului Lebedei albe, dar Lily este personificarea Lebedei negre. Întrucât cele două tinere dansatoare (care aveau o prietenie mai ciudată) încep să devină rivale, Nina încearcă să intre în contact cu partea sa mai întunecată - dar acest lucru se dovedește a fi o imprudență care amenință s-o distrugă.

## Distribuție
- Natalie Portman este Nina Sayers/The Swan Queen
- Mila Kunis este Lily/The Black Swan
- Vincent Cassel este Thomas Leroy/The Gentleman
- Barbara Hershey este Erica Sayers/The Queen
- Winona Ryder este Beth MacIntyre/The Dying Swan
- Benjamin Millepied este David Moreau/The Prince
- Ksenia Solo este Veronica/Little Swan
- Kristina Anapau este Galina/Little Swan
- Janet Montgomery este Madeline/Little Swan
- Sebastian Stan este Andrew/Suitor
- Toby Hemingway este Tom/Suitor